# Pyramide G1B
La pyramide G1B est l'une des quatre pyramides subsidiaires du complexe funéraire de Khéops. Située à dix mètres au sud de la pyramide G1A, elle a une base carrée de 49 mètres de côté et une hauteur originelle de 30 mètres. Une chapelle de culte était accolée contre sa face est. Cette pyramide avait, près de sa face sud, une fosse à barque aujourd'hui disparue sous un chemin d'accès au site.
Les égyptologues Mark Lehner et Rainer Stadelmann l'attribuent à la reine Mérititès Ire. Zahi Hawass propose la reine Noubet qui a enfanté le successeur de Khéops, le souverain Djédefrê.

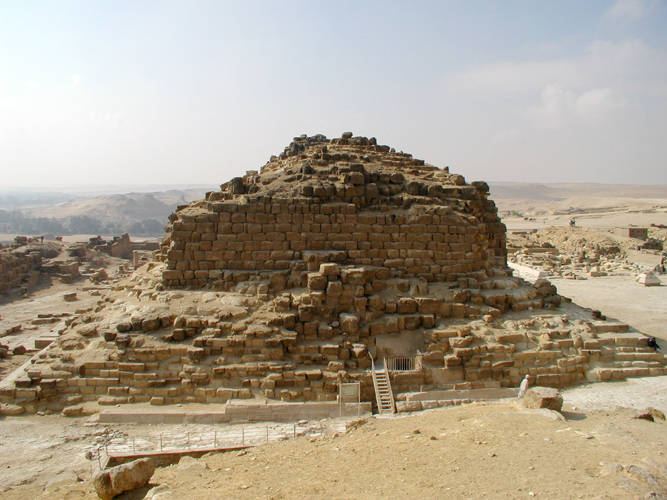
La pyramide G1B
Plan de la pyramide G1B
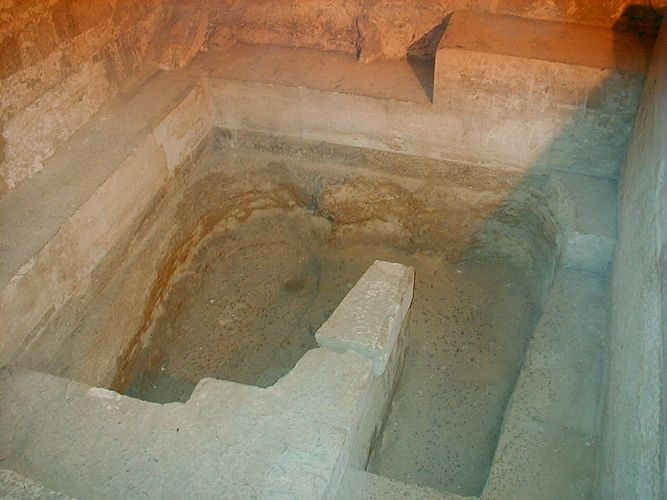
Caveau de la pyramide G1B